# تلسکوپ ویکتور ام بلانکو
تلسکوپ ویکتور ام بلانکو (انگلیسی: Víctor M. Blanco Telescope) یا (Blanco 4m) که با نام «بلانکوی ۴ متری»
نیز شناخته می‌شود، یک تلسکوپ با دیافراگم ۴ متری است که در رصدخانه میان‌آمریکایی سرو تولولو شیلی قرار دارد. راه‌اندازی این تلسکوپ در سال ۱۹۷۴ آغاز شد و برپایی آن در سال ۱۹۷۶ تکمیل شد، این تلسکوپ با تلسکوپ ۴ متری مایال؛ که بر فراز قله کیت قرار دارد، تلسکوپی همسان و یکسان است.تلسکوپ ویکتور ام بلانکو در سال ۱۹۹۵ به افتخار اخترشناس پورتوریکویی ویکتور مانوئل بلانکو اختصاص داده شد و به نام او نامگذاری شد. این بزرگترین تلسکوپ نوری در نیمکره جنوبی از سال ۱۹۷۶ تا ۱۹۹۸ بود؛ هنگامی که نخستین تلسکوپ بسیار بزرگ تلسکوپ ۸ متری ESO افتتاح شد.
هم‌اکنون اصلی‌ترین ابزار تحقیقاتی مورد استفاده در تلسکوپ، دوربین انرژی تاریک (DECam) است، دوربینی که در بررسی انرژی تاریک استفاده می‌شود. DECam اولین نور خود را در سپتامبر ۲۰۱۲ مشاهده کرد.
دوربین Mosaic II از سال ۱۹۹۹ در این تلسکوپ ۴ متری CTIO در نیمکره جنوبی استفاده شد. این پیشرفت دوربین KNPO Mosaic در سال ۱۹۹۸ در نیمکره شمالی بود. این دوربین‌ها برای بررسی‌های مختلف نجومی مورد استفاده قرار گرفت و به دلیل موفقیت آنها مورد توجه قرار گرفت.